# 伊奈正人
伊奈正人（いな まさと、1956年 - ）は、日本の社会学者。東京女子大学現代教養学部教授。専門は文化社会学、アメリカ社会学史。

## 人物
1956年神奈川県横浜市生まれ。聖光学院中学校・高等学校を経て、1980年一橋大学社会学部卒業。1982年一橋大学大学院社会学研究科修士課程修了。1985年まで一橋大学大学院に所属。指導教官は佐藤毅。
1993年、『ミルズ大衆論の方法とスタイル 』で、博士（社会学）（一橋大学）の学位を取得。審査員佐藤毅、矢澤修次郎、濱谷正晴。
1985年岡山大学教養部講師。岡山大学文学部行動科学科社会学・文化人類学講座助教授、東京女子大学文理学部助教授を経て、現職。

## 出版物
以下に出版物を挙げる。
- 『ミルズ大衆論の方法とスタイル』、勁草書房、1991年
- 『若者文化のフィールドワーク―もう一つの地球文化を求めて』、勁草書房、1995年
- 『若者文化のフィールドワーク―もう一つの地域文化を求めて』、勁草書房、1997年
- 『サブカルチャーの社会学』、世界思想社、1999年
- 『社会学のよろこび―生活のなかから考える』、玉水俊哲・善積京子・伊藤守・井上孝夫・新原道信・吉田誠・矢沢修次郎・伊奈正人・高橋準著、八千代出版、1999年
- 『社会学的想像力のために―歴史的特殊性の視点から』、伊奈正人・中村好孝著、世界思想社、2007年
- 『C・W・ミルズとアメリカ公共社会　動機の語彙論と平和思想』、彩流社、2013年
- 『やけあと闇市野毛の陽だまり─新米警官がみた横浜野毛の人びと』、伊奈正司・伊奈正人著、ハーベスト社、2015年